# Periclimenaeus holthuisi
Periclimenaeus holthuisi är en kräftdjursart som beskrevs av Bruce 1969. Periclimenaeus holthuisi ingår i släktet Periclimenaeus och familjen Palaemonidae. Inga underarter finns listade i Catalogue of Life.